# Anita Shapira
Anita Shapira (em hebraico: אניטה שפירא, Varsóvia, Polônia, 1940) é uma historiadora israelense, fundadora do Centro Yitzhak Rabin, professora emérita de história judaica na Universidade de Tel Aviv e ex-diretora do Instituto Weizmann de Estudos do Sionismo na Universidade de Tel Aviv. Ela recebeu o Prêmio Israel em 2008.

## Biografia
Nascida na Polônia, Shapira imigrou para o Mandato Britânico da Palestina em 1947 e cresceu em Tel Aviv. Sua família morava na Rua Yavneh, compartilhando uma cozinha e banheiro com outras famílias. Mais tarde, eles se mudaram para Yad Eliyahu. 
Ela estudou história geral e judaica na Universidade de Tel Aviv, concluindo o doutorado em 1974 com o professor Daniel Carpi. Sua dissertação, "A luta pelo trabalho hebraico, 1929-1939", indicou seu interesse pela história do movimento sionista trabalhista, que seria um foco contínuo de sua pesquisa. Em 1985, foi nomeada professora titular na Universidade de Tel Aviv, atuando de 1990 a 1995 como reitora da Faculdade de Humanidades. De 1995 a 2009, ela ocupou a Cátedra Ruben Merenfeld para o Estudo do Sionismo. De 2000 a 2012, ela foi chefe do Instituto Chaim Weizmann para o Estudo do Sionismo e Israel na Universidade de Tel Aviv. De 2008 a 2013, foi diretora do Instituto Israelense de Democracia .
De 1985 a 1989, foi membro da Comissão de Planejamento e Orçamento do Conselho de Educação Superior de Israel; de 1987 a 1990, foi presidente do conselho da editora Am Oved; desde 1988, é membro do conselho do Instituto Zalman Shazar. De 2002 a 2008, presidiu a Fundação Memorial para a Cultura Judaica. Ela fundou o Centro Yitzhak Rabin de Estudos de Israel e foi sua primeira diretora em 1996-99.
É membro do conselho editorial da Jewish Review of Books, coeditora acadêmica com o Prof. Steven J. Zipperstein da série de biografias "Jewish Lives", publicada pela Yale University Press, e coeditora acadêmica com o Prof. Derek J. Penslar do Journal of Israeli History .

## Pesquisar
A pesquisa de Shapira se concentra na história política, cultural, social, intelectual e militar da comunidade judaica na Palestina (o Yishuv) e em Israel .
Seu livro mais recente, Ben-Gurion: Father of Modern Israel, busca apresentar o núcleo do homem complexo que se tornaria o rosto da nova nação judaica. Shapira conta a história de Ben-Gurion novamente, concentrando-se especialmente no período posterior a 1948, durante os primeiros anos da independência. Ela fornece insights fascinantes e originais sobre as qualidades pessoais de Ben-Gurion e aquelas que definiram sua liderança política.
Seu primeiro livro, baseado em sua dissertação de doutorado, Hama'avak Hanihzav: Avoda Ivrit 1929-1939 (The Futile Struggle: Hebrew Work 1929-1939), trata da história social e política do Yishuv nas décadas de 1920 e 1930, incluindo as controvérsias sobre políticas relacionadas à população árabe e os conflitos entre esquerda e direita sobre os meios para alcançar os objetivos sionistas.
Seu segundo livro, Berl: The Biography of a Socialist Zionist, Berl Katznelson, 1887-1944, foi amplamente aclamado pelo público leitor em geral, bem como no meio acadêmico, e foi publicado em hebraico em oito edições. Com foco em uma figura importante do movimento sionista trabalhista, este livro retrata a história, a sociedade e a cultura do Yishuv desde a Segunda Aliá até o fim da Segunda Guerra Mundial .
Durante o trabalho em uma biografia de Yigal Allon, Shapira se interessou pelo papel da força no movimento sionista, inicialmente inspirado por um artigo de Menachem Begin durante a Guerra do Líbano de 1982 chamado “A War of Choice.” Isso resultou em um livro, Herev Hayona: Hatziyonut vehakoah, 1881-1948 (Terra e Poder: O Recurso Sionista à Força, 1881-1948). Em sua biografia de Yigal Allon, Yigal Allon, Native Son: A Biography, retrata o desenvolvimento de toda a geração Palmach na Palestina, a primeira geração nativa Sabra.
Nesse período, ela também começou a investigar questões relacionadas à cultura e à memória coletiva, como em artigos sobre o conto “Hirbet Hize”, de Latrun e S. Yizhar, e sobre as atitudes da sociedade israelense com relação ao Holocausto e aos sobreviventes do Holocausto. Seu livro Hatanakh vehazehut hayisraelit ("A Bíblia e a identidade israelense") busca explicar por que o status da Bíblia declinou na identidade israelense. Questões de identidade, cultura e memória também são o foco de duas coletâneas de ensaios, Yehudim Hadashim, Yehudim Yeshanim (Novos Judeus, Velhos Judeus) e Yehudim, Tziyonim Umah shebeinehem (Judeus, Sionistas e Entre Eles).
Muitos de seus livros foram traduzidos para inglês, alemão, polonês, russo e francês .
De 2004 a 2005, ela continuou sua pesquisa por meio de uma bolsa no Katz Center for Advanced Judaic Studies.

## Trabalhos publicados
- Berl: A biografia de um sionista socialista, Berl Katznelson, 1887-1944 / Anita Shapira, traduzido por Haya Galai. Imprensa da Universidade de Cambridge, 1984,ISBN 0-521-25618-6
- Terra e poder: o recurso sionista à força, 1881-1948 (Estudos de história judaica)/ Anita Shapira ; traduzido por William Templer. Imprensa da Universidade de Oxford, 1992,ISBN 0-19-506104-7 )
- Artigos essenciais sobre o sionismo / editados por Jehuda Reinharz e Anita Shapira. Nova Iorque: New York University Press, 1996.
- Sionismo e religião / Shmuel Almog, Jehuda Reinharz e Anita Shapira, editores. Hanover: Brandeis University Press em associação com o Centro Zalman Shazar de História Judaica, 1998.
- Revisionismo histórico israelense: da esquerda para a direita / editado por Anita Shapira e Derek Penslar . Portland, Oregon: Frank Cass, 2003.
- Identidade israelense em transição / editado por Anita Shapira. Westport, Connecticut: Praeger, 2004.
- Brenner: Sippur hayim (" Yosef Haim Brenner : Uma biografia"), Am Oved, 2008.
- Yigal Allon, Native Son: A Biography / Anita Shapira, traduzido por Evelyn Abel. Imprensa da Universidade da Pensilvânia, 2008,ISBN 978-0-8122-4028-3
- Israel: Uma história, Brandeis University Press, 2012.
- Yosef Haim Brenner: Uma Vida, Stanford University Press, 2014.
- Ben-Gurion: Pai do Israel Moderno, Yale University Press, 2014.

## Prêmios
- Em 1977, ela recebeu um prêmio do Instituto Ben-Zvi por seu livro Hama'avak Hanihzav (The Futile Struggle).
- Em 1992, a editora Am Oved concedeu-lhe um prémio, por ocasião do seu 50.º aniversário, para o melhor livro de não ficção, Herev Hayona (Land and Power), cuja versão em inglês ganhou o National Jewish Book Award em 1993 na categoria Israel . [2]
- Em 2004, ela recebeu o prêmio Zalman Shazar de História Judaica, por sua biografia de Yigal Allon. [3]
- Em 2005, ela ganhou o Prêmio Herzl por sua excelência em pesquisa sionista da cidade de Herzliya .
- Em 2008, ela recebeu o Prêmio Israel de História Judaica. [4] [5]
- Em 2012, ela recebeu o Prêmio Nacional do Livro Judaico na categoria História por seu livro Israel: Uma História [6]
- Em 2014, seu livro Israel: A History também recebeu o Prêmio Azrieli de Melhor Livro em Estudos de Israel em inglês ou francês.